# Mühlheim am Main
Mühlheim am Main ist eine Stadt mit rund 29.000 Einwohnern am südwestlichen Mainufer im Landkreis Offenbach in Hessen. Das Stadtgebiet hat eine Größe von 20,67 km² (mit Stadtteil-Gemarkungen).

## Geografie

### Geografische Lage
Die Stadt ist eine von 13 Städten und Gemeinden im Landkreis Offenbach. Sie liegt im Rhein-Main-Gebiet südlich des Mains zwischen Offenbach am Main und Hanau in der historischen Region Maingau. Die Bieber mündet auf Mühlheimer Gemarkung in die Rodau und diese dann in den Main.
Auf der Mühlheimer Gemarkung bestand früher das Dorf Meielsheim, heute eine Wüstung.

### Nachbargemeinden
Mühlheim grenzt im Norden, entlang des Mains, an die Stadt Maintal (Main-Kinzig-Kreis), im Osten an die Stadt Hanau (Main-Kinzig-Kreis), im Süden an die Stadt Obertshausen (Landkreis Offenbach) sowie im Westen an die kreisfreie Stadt Offenbach.

### Stadtgliederung

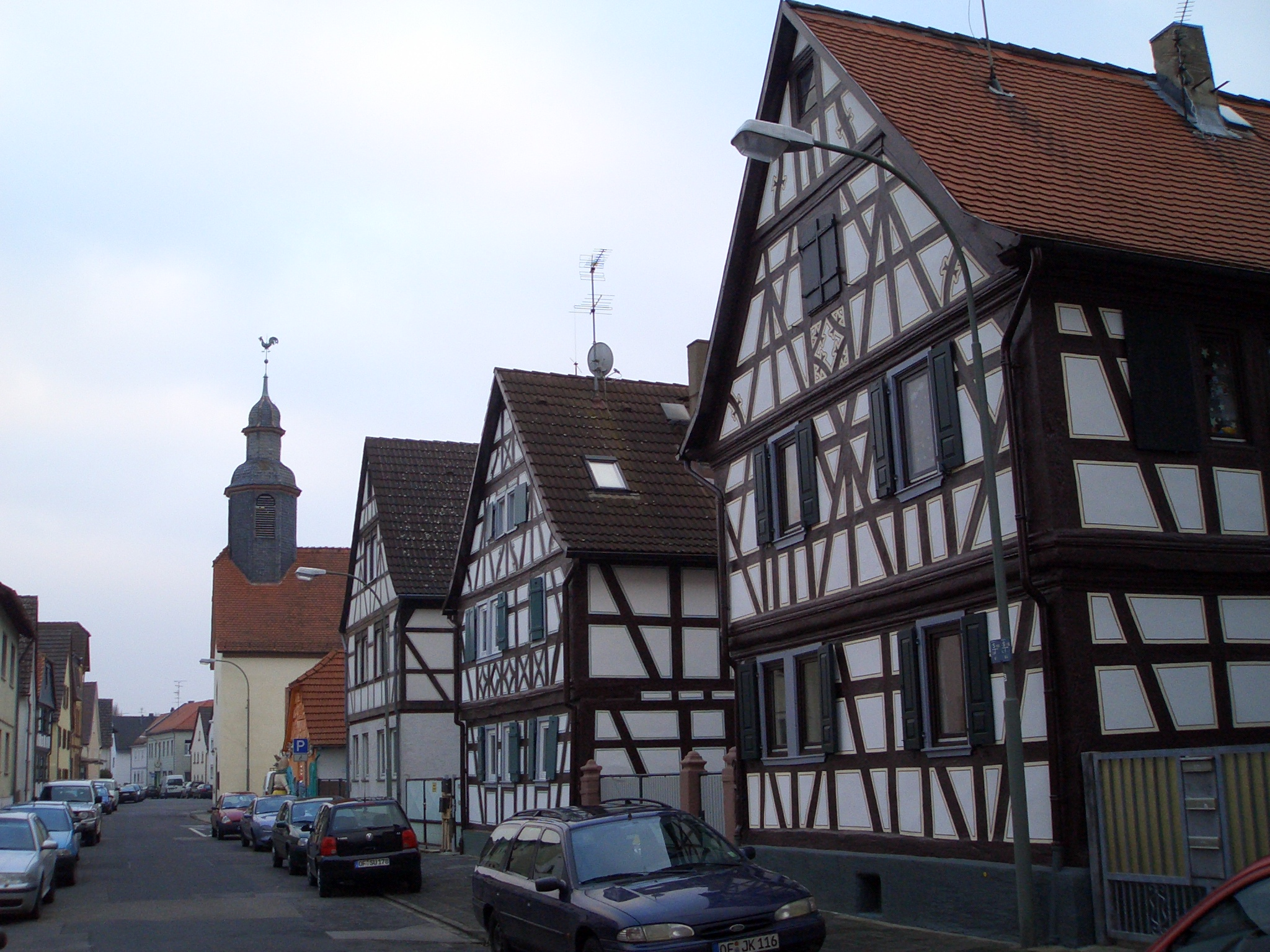
Ortskern von Dietesheim

Mühlheim am Main besteht aus den Stadtteilen Mühlheim, Dietesheim und Lämmerspiel. Zum Stadtteil Mühlheim gehören neben Alt- und Innenstadt auch die Wohngebiete Markwald und Rote Warte.

## Name

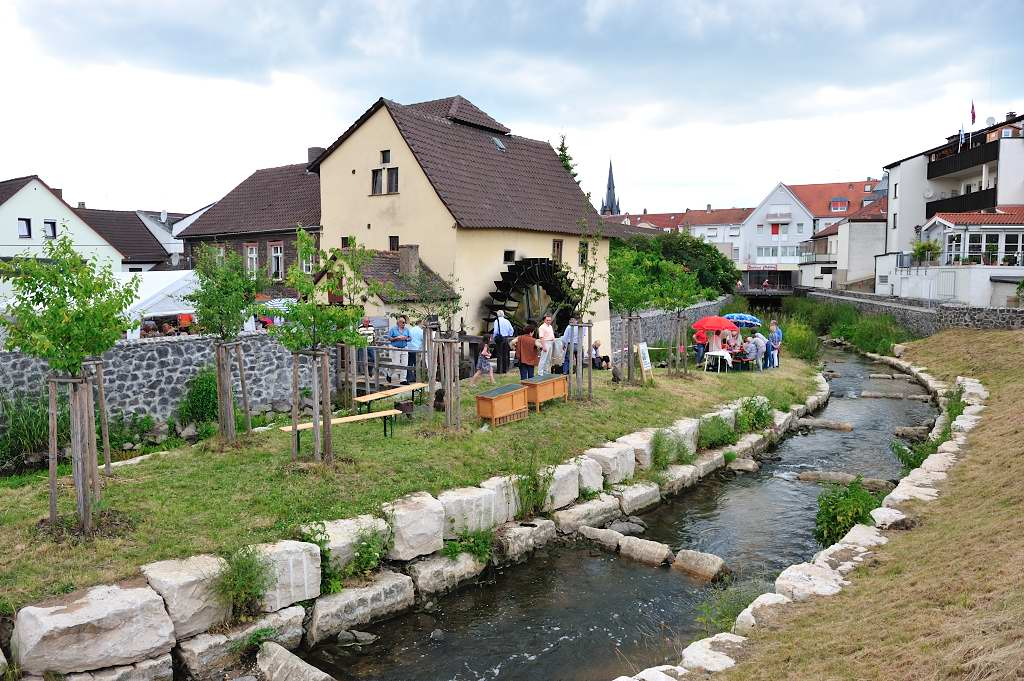
Brückenmühle

Der Name Mühlheim geht zurück auf die zehn Wassermühlen, die in früheren Zeiten an den Ufern der beiden Bäche Rodau und Bieber standen. Heutzutage ist mit der ehemaligen Brückenmühle nur noch eine der einstigen Mühlen vorhanden, wo auch die Mahleinrichtung in betriebsfähigem Zustand erhalten geblieben ist, so dass ein Museumsbetrieb möglich ist. Diese Mühle kann jedes Jahr am Pfingstmontag anlässlich des Deutschen Mühlentags besichtigt werden. Weitere Mühlen sind wohl als historische Gebäude erhalten geblieben, jedoch nicht mehr betriebsfähig.

## Geschichte

### Mittelalter
Kaiser Ludwig der Fromme schenkte im Jahre 815 Untermühlheim gemeinsam mit Obermühlheim (dem heutigen Seligenstadt) an Einhard, damals im fränkischen Maingau gelegen. Mühlheim und die früher selbständigen Orte Dietesheim und Lämmerspiel gehörten der Biebermark an, die umliegenden Wälder gehörten zum Wildbann Dreieich.
Im Mittelalter war die Kirche von Mühlheim lange Zeit Mutterkirche für die umliegenden Orte Bürgel, Offenbach, Bieber, Heusenstamm, Dietesheim und Lämmerspiel. Das geistliche Gericht für die der Mutterkirche angehörenden Filialgemeinden tagte damals ebenfalls in Mühlheim.
Mühlheim lag im Amt Steinheim, das zunächst den Herren von Eppstein gehörte und ab 1371 als Pfand je zur Hälfte den Grafen von Katzenelnbogen und den Herren von Hanau. 1393 gelangte das Pfand insgesamt an die Herren von Cronberg. 1425 verkaufte Gottfried von Eppstein das Amt Steinheim an das Kurfürstentum Mainz.

### Neuzeit
1631–1634, während des Dreißigjährigen Kriegs, beschlagnahmte König Gustav II. Adolf das Amt als Kriegsbeute und stattete die nachgeborenen Hanauer Grafen Heinrich Ludwig von Hanau-Münzenberg (1609–1632) und Jakob Johann von Hanau-Münzenberg (1612–1636), die mit ihm verbündet waren, damit aus. Da beide Grafen schon bald starben und der Westfälische Friede auf das Normaljahr 1624 abstellte, kam Mühlheim wieder an Kurmainz, wo es bis 1803 verblieb, als es im Zuge der Säkularisation an die Landgrafschaft Hessen-Darmstadt fiel und damit hessisch wurde. Die Landgrafschaft Hessen-Darmstadt wurde mit dem Beitritt zum napoleonischen Rheinbund ab 1806 Großherzogtum Hessen.
1819 erhielt Mühlheim nach der Aufteilung der Biebermark den heutigen Markwald.
Mühlheim gehörte ab 1821 zum Landratsbezirk Seligenstadt. Bereits zum 5. September 1832 wurde in einer weiteren Verwaltungsreform der Kreis Offenbach gebildet, dem der ehemalige Landratsbezirk Seligenstadt mit Mühlheim zugeschlagen wurde. Gerichtlich gehörte Mühlheim zunächst zum Landgericht Steinheim, das 1835 nach Seligenstadt verlegt und in Landgericht Seligenstadt umbezeichnet wurde. Anlässlich der umfassenden Neueinteilung der Gerichtsbezirke im rechtsrheinischen Teil des Großherzogtums 1853 wurde Mühlheim dem Landgericht Offenbach zugeteilt. Das Landgericht wurde 1879 durch das Amtsgericht Offenbach ersetzt.
1873 bekam Mühlheim einen Bahnhof an der damals neu eröffneten Strecke Bebra–Hanau–Frankfurt.
Mit dem Ende der Monarchie 1918 wurde das Großherzogtum Hessen zum Volksstaat Hessen mit der Landeshauptstadt Darmstadt.

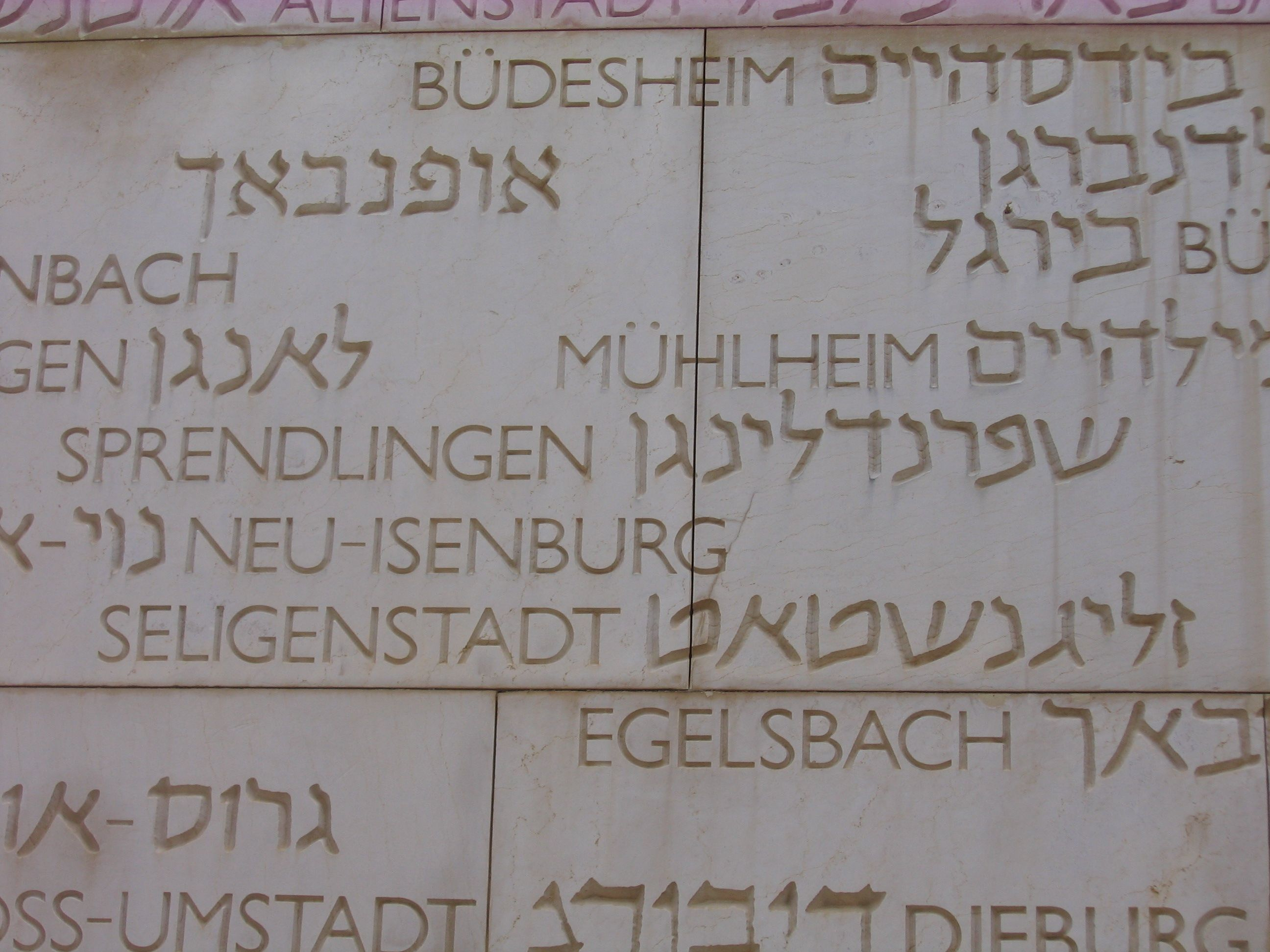
Gedenkinschrift für die jüdische Gemeinde Mühlheim im Tal der Gemeinden in Yad Vashem

### Nationalsozialismus
Während des Nationalsozialismus bestanden in Mühlheim am Main mehrere NS-Einrichtungen:
- Ein Gemeinschaftslager für Zwangsarbeiterinnen und Zwangsarbeiter im Pionierpark, das später auch durch die Wehrmacht genutzt wurde.[3]
- Das Kreiserziehungsheim Mühlheim am Main[4]
- Eine durch die Schutzstaffel genutzte Polizeiwache, in der vor Kriegsende noch politische Gegner durch die Schutzstaffel erschossen wurden.[5]
- Ein Sitz eines SA-Sturms im alten Rathausgebäude[6]
- Ein so genanntes „Franzosenlager“[7] und ein „Ostarbeiterlager“[8]; in letzteren wurden bis zu 200 Menschen beherbergt, welche durch die Schutzstaffel bewacht wurden.
- Eine Unterkunft für französische Zwangsarbeiter und Kriegsgefangene (in Dietesheim)
- Ein Lager für sowjetische und tschechische Zwangsarbeiter (in Lämmerspiel)

Im Kreiserziehungsheim Mühlheim am Main wurden Kinder und Jugendliche aus zerrütteten Familienverhältnissen und Waisen untergebracht. Viele wurden hier im Rahmen des Euthanasieprogramms zwangssterilisiert oder getötet. 1938 wurden Kinder aus der aufgelösten Anstalt Klein-Zimmern nach Mühlheim am Main verbracht. Die Heimleitung erzog die Kinder strikt im nationalsozialistischen Sinne. Unter anderem wurden ihnen aufgetragen sich an der Reichspogromnacht zu beteiligen. Heute ist in dem Gelände die III. Hessische Bereitschaftspolizeiabteilung und die Hessische Hochschule für Polizei und Verwaltung untergebracht.
Mühlheim hatte eine jüdische Gemeinde, die durch den Holocaust des NS-Staates vernichtet wurde.
Seit dem 1. April 1939, als im Rahmen der nationalsozialistischen Verwaltungsreform die Landgemeinde Mühlheim und das Dorf Dietesheim zur Stadt Mühlheim am Main zwangsvereinigt wurden, hat Mühlheim Stadtrechte.

### Nach dem Zweiten Weltkrieg
Nach dem Zweiten Weltkrieg kam Mühlheim zur Amerikanischen Besatzungszone und dann an das neugebildete Land Groß-Hessen, das 1946 in Hessen umbenannt wurde und die US-amerikanisch besetzten Gebietsteile des vorherigen Volksstaates Hessen sowie der ehemaligen preußischen Provinz Hessen-Nassau umfasste.
Seit 1949 ist Mühlheim am Main Sitz des Hessischen Städte- und Gemeindebundes (früher Hessischer Gemeindetag).

### Eingemeindungen
Am 1. Januar 1977 wurde im Zuge der Gebietsreform in Hessen per Gesetz die zuvor selbstständige Gemeinde Lämmerspiel eingemeindet. Ortsbezirke wurden in der Stadt Mühlheim am Main nicht gebildet.

### Einwohnerentwicklung
- 1998 – 26.124
- 1999 – 26.210
- 2000 – 26.082
- 2001 – 26.210
- 2002 – 26.396
- 2003 – 26.436
- 2004 – 26.557
- 2005 – 26.582
- 2006 – 26.625
- 2007 – 26.665
- 2008 – 26.708
- 2012 – 27.206
- 2014 – 27.753
- 2015 – 28.170
- 2016 – 28.130
- 2017 – 28.318
- 2018 – 28.403
- 2019 – 28.652
- 2020 – 28.534

Einwohnerentwicklung von Mühlheim von 1998 bis 2016

Einwohnerentwicklung: Abb. ist nicht repräsentativ für Realentwicklung
(jeweils zum 31. Dezember)

## Politik

### Stadtverordnetenversammlung
Die Kommunalwahl am 14. März 2021 lieferte folgendes Ergebnis, in Vergleich gesetzt zu früheren Kommunalwahlen:
| Sitzverteilung in der Stadtverordnetenversammlung 2021Insgesamt 45 Sitze - PARTEI: 2 - SPD: 13 - Grüne: 9 - Bürger: 8 - FDP: 2 - CDU: 9 - AfD: 2 | Parteien und Wählergemeinschaften | Parteien und Wählergemeinschaften           | % 2021 | Sitze 2021 | % 2016 | Sitze 2016 | % 2011 | Sitze 2011 | % 2006 | Sitze 2006 | % 2001 | Sitze 2001 | % 1997 | Sitze 1997 |
| Sitzverteilung in der Stadtverordnetenversammlung 2021Insgesamt 45 Sitze - PARTEI: 2 - SPD: 13 - Grüne: 9 - Bürger: 8 - FDP: 2 - CDU: 9 - AfD: 2 | SPD                               | Sozialdemokratische Partei Deutschlands     | 29,9   | 13         | 39,4   | 18         | 41,3   | 19         | 40,2   | 18         | 39,4   | 18         | 46,2   | 22         |
| Sitzverteilung in der Stadtverordnetenversammlung 2021Insgesamt 45 Sitze - PARTEI: 2 - SPD: 13 - Grüne: 9 - Bürger: 8 - FDP: 2 - CDU: 9 - AfD: 2 | CDU                               | Christlich Demokratische Union Deutschlands | 20,5   | 9          | 26,5   | 12         | 30,7   | 14         | 37,4   | 17         | 40,4   | 18         | 28,4   | 13         |
| Sitzverteilung in der Stadtverordnetenversammlung 2021Insgesamt 45 Sitze - PARTEI: 2 - SPD: 13 - Grüne: 9 - Bürger: 8 - FDP: 2 - CDU: 9 - AfD: 2 | GRÜNE                             | Bündnis 90/Die Grünen                       | 19,0   | 9          | 10,6   | 5          | 13,7   | 6          | 8,0    | 3          | 9,0    | 4          | 8,0    | 4          |
| Sitzverteilung in der Stadtverordnetenversammlung 2021Insgesamt 45 Sitze - PARTEI: 2 - SPD: 13 - Grüne: 9 - Bürger: 8 - FDP: 2 - CDU: 9 - AfD: 2 | Bürger                            | Bürger für Mühlheim                         | 18,9   | 8          | 23,4   | 10         | 12,0   | 5          | 10,7   | 5          | 8,0    | 4          | 12,6   | 6          |
| Sitzverteilung in der Stadtverordnetenversammlung 2021Insgesamt 45 Sitze - PARTEI: 2 - SPD: 13 - Grüne: 9 - Bürger: 8 - FDP: 2 - CDU: 9 - AfD: 2 | FDP                               | Freie Demokratische Partei                  | 4,6    | 2          | –      | –          | 2,4    | 1          | 3,6    | 2          | 2,5    | 1          | 1,6    | –          |
| Sitzverteilung in der Stadtverordnetenversammlung 2021Insgesamt 45 Sitze - PARTEI: 2 - SPD: 13 - Grüne: 9 - Bürger: 8 - FDP: 2 - CDU: 9 - AfD: 2 | AfD                               | Alternative für Deutschland                 | 3,5    | 2          | –      | –          | –      | –          | –      | –          | –      | –          | –      | –          |
| Sitzverteilung in der Stadtverordnetenversammlung 2021Insgesamt 45 Sitze - PARTEI: 2 - SPD: 13 - Grüne: 9 - Bürger: 8 - FDP: 2 - CDU: 9 - AfD: 2 | PARTEI                            | Die PARTEI                                  | 3,5    | 2          | –      | –          | –      | –          | –      | –          | –      | –          | –      | –          |
| Sitzverteilung in der Stadtverordnetenversammlung 2021Insgesamt 45 Sitze - PARTEI: 2 - SPD: 13 - Grüne: 9 - Bürger: 8 - FDP: 2 - CDU: 9 - AfD: 2 | FWG                               | FWG                                         | –      | –          | –      | –          | –      | –          | –      | –          | 0,6    | –          | 3,3    | –          |
| Sitzverteilung in der Stadtverordnetenversammlung 2021Insgesamt 45 Sitze - PARTEI: 2 - SPD: 13 - Grüne: 9 - Bürger: 8 - FDP: 2 - CDU: 9 - AfD: 2 | Gesamt                            | Gesamt                                      | 100,0  | 45         | 100,0  | 45         | 100,0  | 45         | 100,0  | 45         | 100,0  | 45         |        |            |
| Sitzverteilung in der Stadtverordnetenversammlung 2021Insgesamt 45 Sitze - PARTEI: 2 - SPD: 13 - Grüne: 9 - Bürger: 8 - FDP: 2 - CDU: 9 - AfD: 2 | Wahlbeteiligung in %              | Wahlbeteiligung in %                        | 49,3   | 49,3       | 45,3   | 45,3       | 44,0   | 44,0       |        |            | 50,3   | 50,3       | 67,4   | 67,4       |

### Bürgermeister
Nach der hessischen Kommunalverfassung wird der Bürgermeister für eine sechsjährige Amtszeit gewählt, seit dem Jahr 1993 in einer Direktwahl, und ist Vorsitzender des Magistrats, dem in der Stadt Mühlheim am Main neben dem Bürgermeister hauptamtlich ein Erster Stadtrat, seit dem 1. Dezember 2023 Robert Ahrnt (Grüne, gewählt am 20. Oktober 2023), und ehrenamtlich zehn weitere Stadträte angehören. Bürgermeister ist seit dem 1. Juli 2023 Alexander Krey (CDU), der zuvor in der Stadtverwaltung die Stelle des Ersten Stadtrats als Dezernent innehatte. Er wurde als Nachfolger von Daniel Tybussek (SPD), der nach zwei Amtszeiten nicht wieder kandidiert hatte, am 12. März 2023 im ersten Wahlgang bei 40,35 Prozent Wahlbeteiligung mit 50,07 Prozent der Stimmen gewählt und kam mit zwölf Stimmen Vorsprung vor seinen Mitbewerbern knapp an der Stichwahl vorbei.
Amtszeiten der Bürgermeister
- 2023–2029 Alexander Krey (CDU)[20]
- 2011–2023 Daniel Tybussek (SPD)[21]
- 1999–2011 Bernd Müller (CDU)
- 1992–1999 Karl-Christian Schelzke (SPD)
- 1963–1992 Werner Grasmück (SPD)
- 1945–1963 Anton Dey (SPD)

### Wappen und Flagge

#### Wappen
| | Blasonierung: „In Blau ein silbernes Mühlrad, darüber drei vierblättrige silberne Blüten mit goldenen Butzen.“ |
| Wappenbegründung: Das Mühlrad nimmt Bezug auf die Geschichte der Stadt mit bis zu zehn Mühlen und ist ein redendes Symbol. Die drei Blüten sollen die ersten Gehöfte symbolisieren und der blaue Hintergrund an die Lage am Wasser erinnern. Die Führung eines Wappens wurde der Stadt Mühlheim am Main am 19. November 1948 durch den Hessischen Innenminister genehmigt. Gestaltet wurde es durch den Heraldiker Georg Massoth. | |

#### Flagge
Die Flagge wurde der Gemeinde am 2. August 1951 durch den Hessischen Innenminister genehmigt und wird wie folgt beschrieben:
„Auf der verbreiterten, weißen Mittelbahn des rot-weiß-roten Flaggentuches das Stadtwappen.“

### Städtepartnerschaften
- Saint-Priest (Frankreich, seit 1966)
- Tiefenort (Thüringen, seit 1990)

Seit 2009 besteht eine Dreieckspartnerschaft zwischen Mühlheim am Main, Saint-Priest und Nouna (Burkina Faso, Westafrika).

## Kultur und Sehenswürdigkeiten

### Theater
Von 1976 bis 2022 Travestieshow-Theater Gerdas kleine Weltbühne, viermal wöchentlich.
In der Kulturhalle Schanz, der umgebauten, ehemaligen Lehrlingswerkstatt der Fa. Stahl-Schanz, veranstaltet der Verein Kulturfabrik EigenArt seit 1998 wöchentlich Theater-, Kleinkunst- und Musikveranstaltungen.

### Museen
Mühlheim hat ein eigenes Stadtmuseum. Daneben gibt es noch private Sammlungen, darunter auch ein Museum des Mühlheimer Unternehmers Hans-Günter Zach, welches in interessanter Kombination Schränke aus der Zeit des Barock bis Biedermeier und eine große Anzahl klassischer Rolls-Royce-Fahrzeuge zeigt (Besichtigung auf Anfrage, gegen Spende für soziale Zwecke) und das Bruno Schmücks Dietesheimer Techniksammlung mit Exponaten aus der Zweiradtechnik, Handwerk und Industrie.

### Kultur und Vereine
Die Mühlheimer Kultur- und Vereinslandschaft ist breit gefächert. Sie reicht von den Freiwilligen Feuerwehren, über Karnevalsvereine, Chöre und Sängervereine zu Tierzuchtvereinen bis hin zum Verkehrs- und Verschönerungsverein Mühlheim. Die Stadt unterhält ein Vereinsverzeichnis, in welchem sich die Bürger über die Vereinsangebote informieren können.

### Bauwerke
- Der Mühlheimer Wasserturm, ein historisches Basaltbauwerk in der Nähe des Mühlheimer Bahnhofs, ist ein weithin sichtbares Wahrzeichen der Stadt Mühlheim und noch heute in Betrieb.

- Die ehemalige Brückenmühle unmittelbar südlich der Rodaubrücke gelegen wurde um 1545 erbaut und 1576 erstmals urkundlich erwähnt. Die Mahleinrichtung ist noch in betriebsfähigem Zustand erhalten, so dass ein Museumsbetrieb möglich ist, als auch eine Besichtigung z. B. am Deutschen Mühlentag.
- Die römisch-katholische Pfarrkirche St. Markus ist ein unter Denkmalschutz stehendes Kirchengebäude in der Mühlheimer Altstadt.
- In direkter Nachbarschaft zur Pfarrkirche befindet sich das ehemalige Wachthaus, das unter Denkmalschutz steht.
- Auch in der Mühlheimer Altstadt gelegen ist die denkmalgeschützte evangelische Friedenskirche.
- Die Gustav-Adolf-Kirche ist ein unter Denkmalschutz stehendes Kirchengebäude der evangelischen Friedensgemeinde im Stadtteil Dietesheim.
- Ebenfalls befindet sich in Dietesheim die denkmalgeschützte römisch-katholische Pfarrkirche St. Sebastian und die Wendelinuskapelle.
- In der Mühlheimer Altstadt findet man in der Pfarrgasse und in der Kirchborngasse Fachwerkhäuser. In Dietesheim findet man solche in der Obermainstraße und in der Untermainstraße.

### Parks und Plätze

#### Mühlheim
Im Stadtteil Mühlheim befindet sich direkt neben dem Rathaus der Bürgerpark. Dort gibt es neben ausgebauten Wegen entlang des Rodaudeichs auch einen Spielplatz, einen Sportplatz und einen Skatepark.
Gegenüber der Goetheschule findet man den alten Festplatz, der als Kinderspielplatz ausgestaltet ist. Gleiches gilt für den im Stadtkern befindlichen Spielplatz „Ludwigsplatz“. Das sogenannte Augenwald-Gelände entlang der Anton-Dey-Straße und die sich daran anschließende Fläche werden von Hundebesitzern und Spaziergängern gerne genutzt. Die übrigen kleineren Spielplätze sind über das Ortsgebiet verstreut.

#### Dietesheim
In Dietesheim findet man vorwiegend Spielplätze. Größere Grünflächen findet man nur außerhalb des Stadtkerns am Rande der Bebauung und in Richtung des Naherholungsgebiets.

#### Lämmerspiel
In Lämmerspiel sind einige Spielplätze über das Ortsgebiet verteilt. Im Ortskern gibt es hinter dem Feuerwehrhaus Lämmerspiel einen Park, welcher von der an dieser Stelle gespaltenen Rodau umschlossen wird. Der Park soll um eine Kneipp-Anlage erweitert werden. Am Lämmerspieler Freibad findet man bereits eine solche Kneipp-Anlage.

### Naturdenkmäler
Das Naturschutzgebiet Dietesheimer Steinbrüche stellt eine im Rhein-Main-Gebiet einzigartige Naturkulisse dar. Es handelt sich dabei um die ehemaligen Basaltsteinbrüche im Stadtteil Dietesheim, die nach der Aufgabe des Basaltabbaus renaturiert und der Öffentlichkeit zugänglich gemacht wurden. Besonders eindrucksvoll sind die Basaltabhänge am Vogelsberger See.

### Wege
Die Hessische Apfelwein- und Obstwiesenroute führt ebenso wie der Main-Radweg durch Mühlheim am Main. Entlang Bieber und Rodau führt zudem ein Mühlenwanderweg.

### Sport
Neben verschiedenen Sportstätten für den Ballsport gibt es ein Hallenbad und ein Freibad im Stadtteil Lämmerspiel. Am Main ist der Mühlheimer Ruderverein vorzufinden, deren Mitglieder auch an Ruderregatten und Wanderfahrten teilnehmen. Weiterhin bestehen Möglichkeiten in der Schützengemeinschaft Mühlheim-Dietesheim den Schießsport nach den Regeln des Deutschen Schützenbundes, sowie in Abteilungen nach den Regeln des Bundes deutscher Sportschützen und der Deutschen Schießsport Union, auszuüben. Des Weiteren existieren mehrere Tennis-, Tischtennis- und Fußballvereine in Dietesheim, Mühlheim und Lämmerspiel, darunter die SpVgg Dietesheim und Kickers Viktoria Mühlheim.

### Kulinarische Spezialitäten
Die kulinarische Landschaft ist geprägt durch die hessische Küche. Viele Gaststätten bieten daher hessische Spezialitäten und im Übrigen Speisen der gutbürgerlichen Küche an. Insbesondere Mühlheimer Metzgereispezialitäten wie das Mühlrädchen (Ehemalige Brückenmühle, das einer Bratwurst in Mühlenform ähnelt; Namensgebung in Anlehnung an den Namen und die Geschichte der Stadt), das Feuerrädchen (als scharfe Version des Mühlrädchens) und die Mühlheimer Stadtwurst sind auch über die Grenzen der Stadt bekannt. In dem Metzgereien gibt es auch andere hessische Spezialitäten wie original Hessische Rinds- und Fleischwurst, aber auch Presskopf und andere Wurstwaren. Außerdem findet man in einigen Backstuben regelmäßig Hausgemachtes wie bspw. Kreppel (Berliner). Zudem findet man in Mühlheim einige Pizzerien, darunter auch eine Pinseria. Des Weiteren hat Mühlheim eine große Auswahl an ausländischen Restaurants, insbesondere asiatische, afrikanische, griechische, italienische, jugoslawische und schweizerische Restaurants.
Im Restaurant Abthof kann man in einem der wenigen in Mühlheim noch erhaltenen Fachwerkhäuser speisen.

### Regelmäßige Veranstaltungen

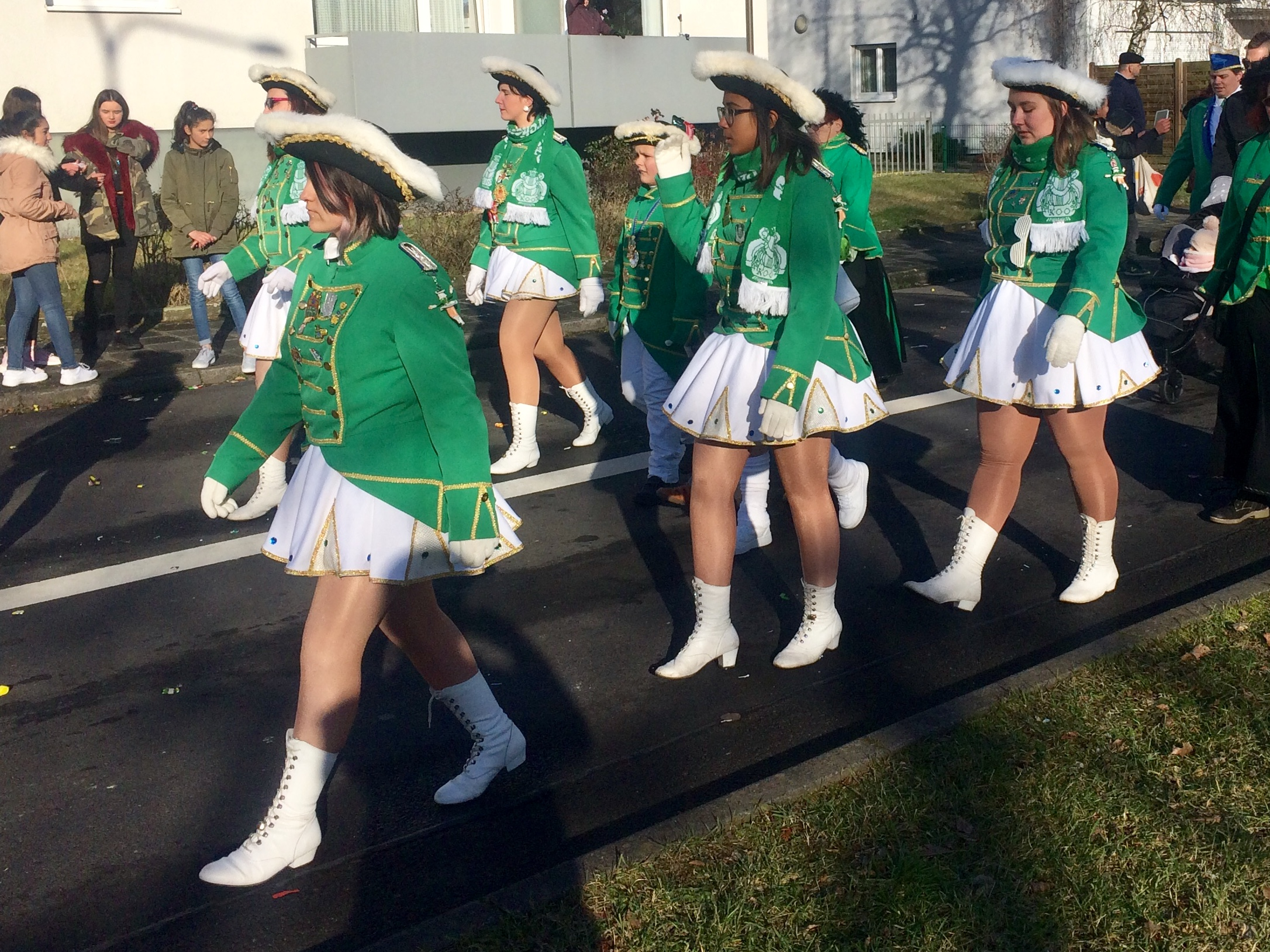
Rosenmontagszug 2018

Die Faschingsumzüge bzw. Fastnachtsumzüge durch die Ortsteile Dietesheim und Mühlheim am Rosenmontag sowie durch Lämmerspiel am Faschingsdienstag ziehen jedes Jahr eine große Anzahl Besucher aus der ganzen Region an. Ende Juli wird vom Kulturverein Artificial Family e. V. ein beliebtes Musikfestival in den ehemaligen Steinbrüchen veranstaltet, das Steinbruchfestival. In der ganzen Region beliebt und gut besucht ist auch die Kerb im Ortsteil Dietesheim, die jedes Jahr am Wochenende nach dem 15. August stattfindet. Beliebt sind auch das Altstadtfest und der Weihnachtsmarkt im Stadtteil Mühlheim.
Im Juni veranstaltet die Schützengemeinschaft Mühlheim-Dietesheim 1951 e. V. ihr Firmen- und Vereinspokalschießen. Startberechtigt sind hier alle Mühlheimer Vereine (rund 180) und Firmen, sowie Gruppierungen.
Seit 1972 veranstaltet die Turngemeinde Dietesheim jeweils am ersten Sonntag im September ihren internationalen Volkslauf (Halbmarathon und 10 km) auf einer waldreichen Strecke durch das Naherholungsgebiet von Mühlheim.

## Religion

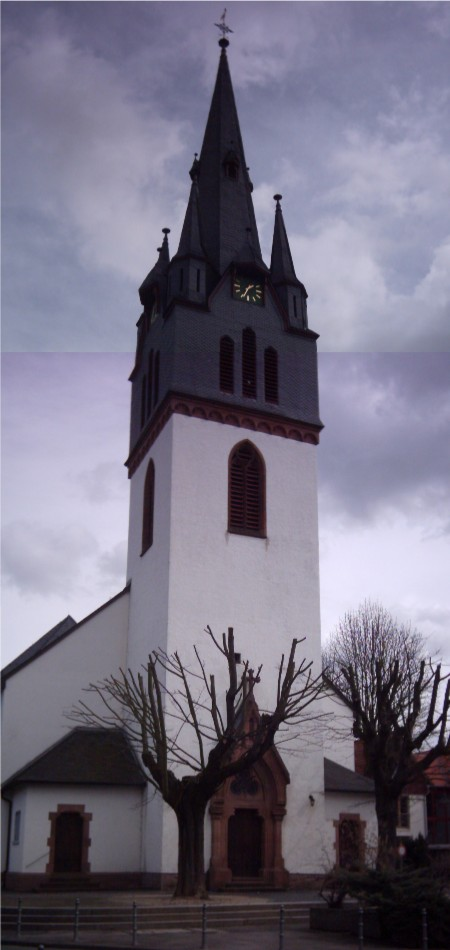
katholische Pfarrkirche St. Markus

Katholisch: Als kurmainzischer Besitz war Mühlheim lange Zeit rein katholisch. Die beiden Pfarreien St. Maximilian Kolbe und St. Markus sowie die Pfarreien in den Stadtteilen gehören als Teil des Dekanates Rodgau dem Bistum Mainz an.
Evangelisch (landeskirchlich): Die Evangelische Friedensgemeinde und Dietrich-Bonhoeffer-Gemeinde sind Teil der Evangelischen Kirche in Hessen und Nassau.
Evangelisch (freikirchlich): Adventgemeinde Mühlheim und evangelisch-methodistische Kirchengemeinde.
Weitere: Die Zeugen Jehovas haben in Mühlheim einen Königreichssaal. Auch Muslime sind in Mühlheim vertreten, vor allem Einwanderer aus der Türkei und deren Nachkommen. Moscheen befinden sich den Nachbargemeinden Maintal und Offenbach.
Gemäß Zensus 2011 waren 38,3 % der Mühlheimer Bevölkerung katholische, 21,9 % evangelische und 3,6 % orthodoxe Christen, 4,3 % gehörten anderen und 30,5 % keiner öffentlich-rechtlichen Religionsgemeinschaft an (hierunter zählen auch die Muslime).

## Wirtschaft und Infrastruktur

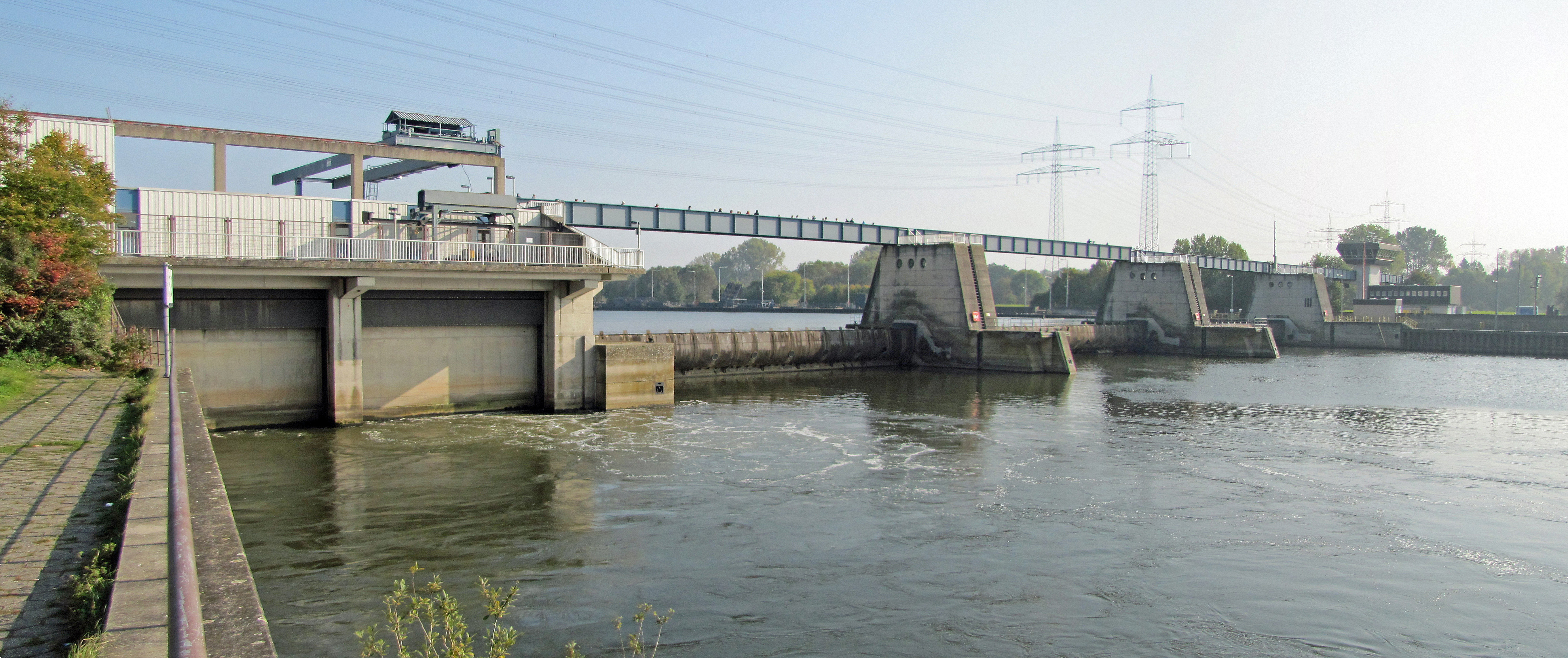
Mühlheimer Schleuse

Bis in die späten 1970er Jahre war Mühlheim ein bedeutender Industriestandort im Landkreis Offenbach. Besonders die Basaltproduktion in den Dietesheimer Steinbrüchen, die chemische Industrie (Farbwerke Leonhardt sowie Gummiverarbeitung), Kieswerke, Lederverarbeitende Industrie, sowie Metall- und Elektroindustrie stellten einen bedeutenden Wirtschaftsfaktor dar.
Seit Ende der 1970er Jahre hat sich in Mühlheim eine breite Palette mittelständischer Betriebe etabliert, großindustrielle Betriebe sind heute in Mühlheim kaum mehr anzutreffen.

### Verkehr

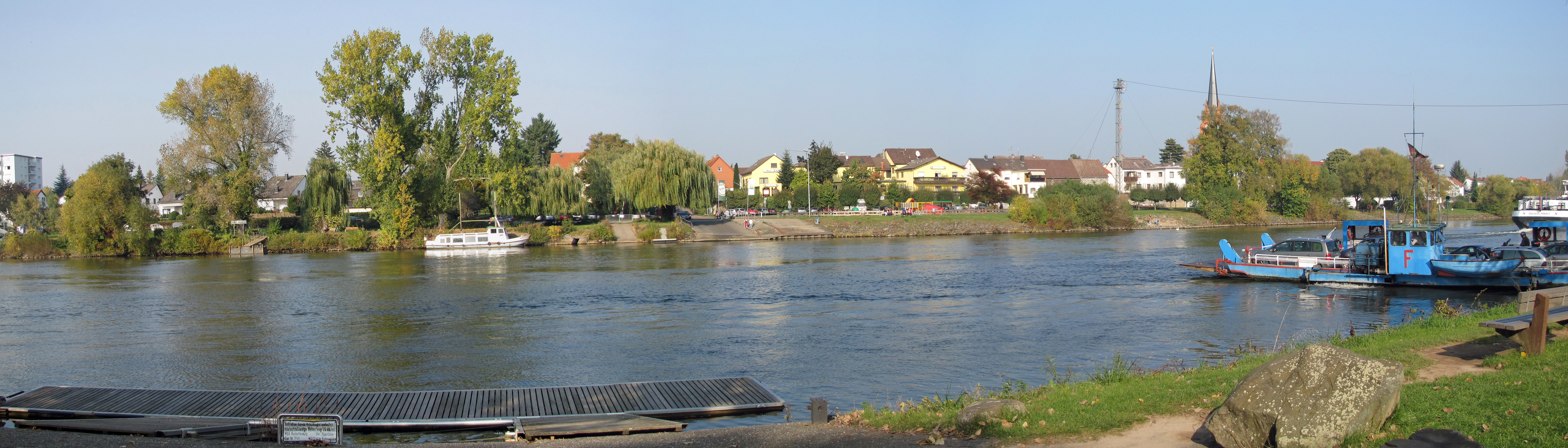
Ehemalige Fährverbindung nach Maintal-Dörnigheim

Wie viele Gemeinden im Landkreis Offenbach ist auch Mühlheim von einer hohen Verkehrsbelastung und dementsprechenden Lärmbelästigungen betroffen. Auf Grund seiner Lage zwischen Offenbach und Hanau besteht eine hohe Verkehrsbelastung auf der Bundesstraße 43. Weitgehend parallel zu dieser Bundesstraße verlaufen die vielbefahrenen Bahnstrecken Frankfurt–Göttingen und Frankfurt Schlachthof–Hanau. Zudem liegt Mühlheim direkt in der Einflugschneise (Eindrehbereich) des Frankfurter Flughafens.

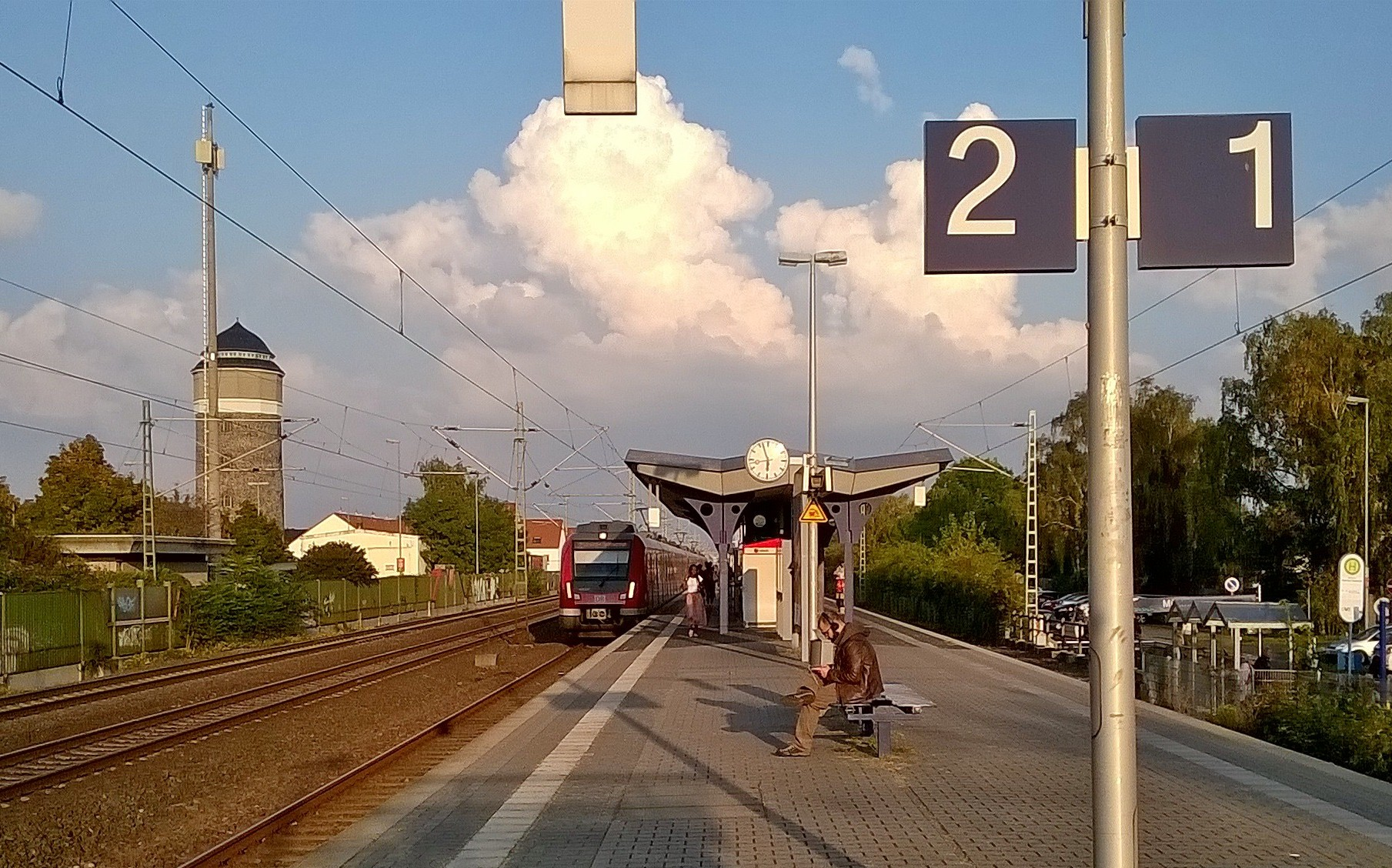
Bahnhof Mühlheim (Main)

Seit 1995 verfügt Mühlheim über zwei S-Bahn-Stationen: Den Haltepunkt Mühlheim (Main) sowie den Haltepunkt Mühlheim (Main)-Dietesheim. Die beiden Stationen werden von den S-Bahn-Linien S8 und S9 (Wiesbaden–Frankfurt (Main)–Hanau) bedient, womit die Innenstadt Offenbach (Main) in 5 Minuten, die Innenstadt Frankfurt (Main) in 20 Minuten und der Flughafen Frankfurt in 35 Minuten erreicht werden kann.
Mit Inbetriebnahme der S-Bahn wurde ein Stadtbus-Netz eingerichtet, womit vor allem der Ortsteil Lämmerspiel an den öffentlichen Nahverkehr angebunden wird. Der Betreiber des Stadtbusses (OF-31) sind die Stadtwerke Mühlheim am Main GmbH.
Außerdem fährt die Offenbacher Buslinie 120 nach und durch Mühlheim.

### Bildung
In Mühlheim gibt es die folgenden öffentlichen Schulen:
- Friedrich-Ebert-Gymnasium (Mühlheim)
- Friedrich-Ebert-Schule (Haupt- und Realschule, Mühlheim)
- Goetheschule (Grundschule mit Förderstufe, Mühlheim)
- Markwaldschule (Grundschule, Siedlung Markwald)
- Rote-Warte-Schule (Grundschule, Siedlung Rote Warte)
- Brüder-Grimm-Schule (Grundschule, Lämmerspiel)
- Geschwister-Scholl-Schule (Grundschule, Dietesheim)
- Montessori-Schule Mühlheim (Integrierte Gesamtschule Kl. 1–10, südlich des Bahnhofs) – 2006 von einem freien Schulträger gegründet

Weiterhin sind eine Außenstelle der Hessischen Hochschule für Polizei und Verwaltung (früher Verwaltungsfachhochschule) sowie der Fachbereich Diensthundewesen der hessischen Polizeiakademie in Mühlheim am Main ansässig.
Schließlich gibt es in Mühlheim noch eine Volkshochschule und eine Musikschule.

### Sicherheit
Die Stadt unterhält in jedem Stadtteil eine Freiwillige Feuerwehr. In der Kernstadt befindet sich in der Anton-Dey-Straße 58 der größte Stützpunkt an dem tagsüber auch hauptamtliche Gerätewarte beschäftigt sind, um die notwendigen Gerätschaften zu warten und Kleineinsätze abzuarbeiten ohne die Freiwillige Feuerwehr zu alarmieren. Insgesamt verfügen die Feuerwehren der Stadt Mühlheim am Main über 20 Fahrzeuge, zwei Boote und 16 Abrollbehälter. In jedem Stadtteil gibt es zudem einen Feuerwehrverein. Die 1873 gegründete Freiwillige Feuerwehr Mühlheim am Main feierte im Jahr 2023 ihr 150-jähriges Bestehen und ist damit die älteste der drei Feuerwehren in der Mühlenstadt. Die langjährige deutschlandweite und internationale Feuerwehrfreundschaft zwischen allen Orten, die den Namen Mühlheim tragen, besteht im Jahre 2023 seit 50 Jahren und reiht sich damit in das Jubiläumsjahr ein.
Daneben gibt es in Mühlheim jeweils eine Ortsvereinigung des Deutschen Roten Kreuzes (DRK) und einen Ortsverband der Deutschen-Lebens-Rettungs-Gesellschaft (DLRG). Ebenso befindet sich in der Schillerstraße 77 eine ständig besetzte Rettungswache des Deutschen Roten Kreuzes.
Direkt am Rathausgebäude ist die Polizeistation der Landespolizei zu finden. Außerdem teilt sich die Hessische Hochschule für Polizei und Verwaltung mit der III. Hessischen Bereitschaftspolizeiabteilung das Gelände. Seit den 1970er Jahren gibt es in Mühlheim auch eine Ordnungspolizei, welche über eigene Fahrzeuge verfügt. Den freiwilligen Polizeidienst findet man seit Oktober 2000 in Mühlheim.

### Medien
Zu den lokalen Medien gehört die Tageszeitung Offenbach-Post. In Ergänzung zur Tagespresse erscheint monatlich Die lokale Zeitung für Mühlheim, Dietesheim und Lämmerspiel mit Berichten über Menschen und Ereignisse. Daneben gibt es mehrere Anzeigenblätter. Ausführlich über Mühlheim berichten die Wochenblätter Dreieich-Zeitung und Stadtpost Mühlheim. Seltener wird in den Lokalteilen der Frankfurter Rundschau über Mühlheim berichtet. In der Frankfurter Allgemeinen Zeitung findet man dagegen öfter in der eigenen Rhein-Main-Zeitung Berichte über Mühlheim.

### Naturschutz

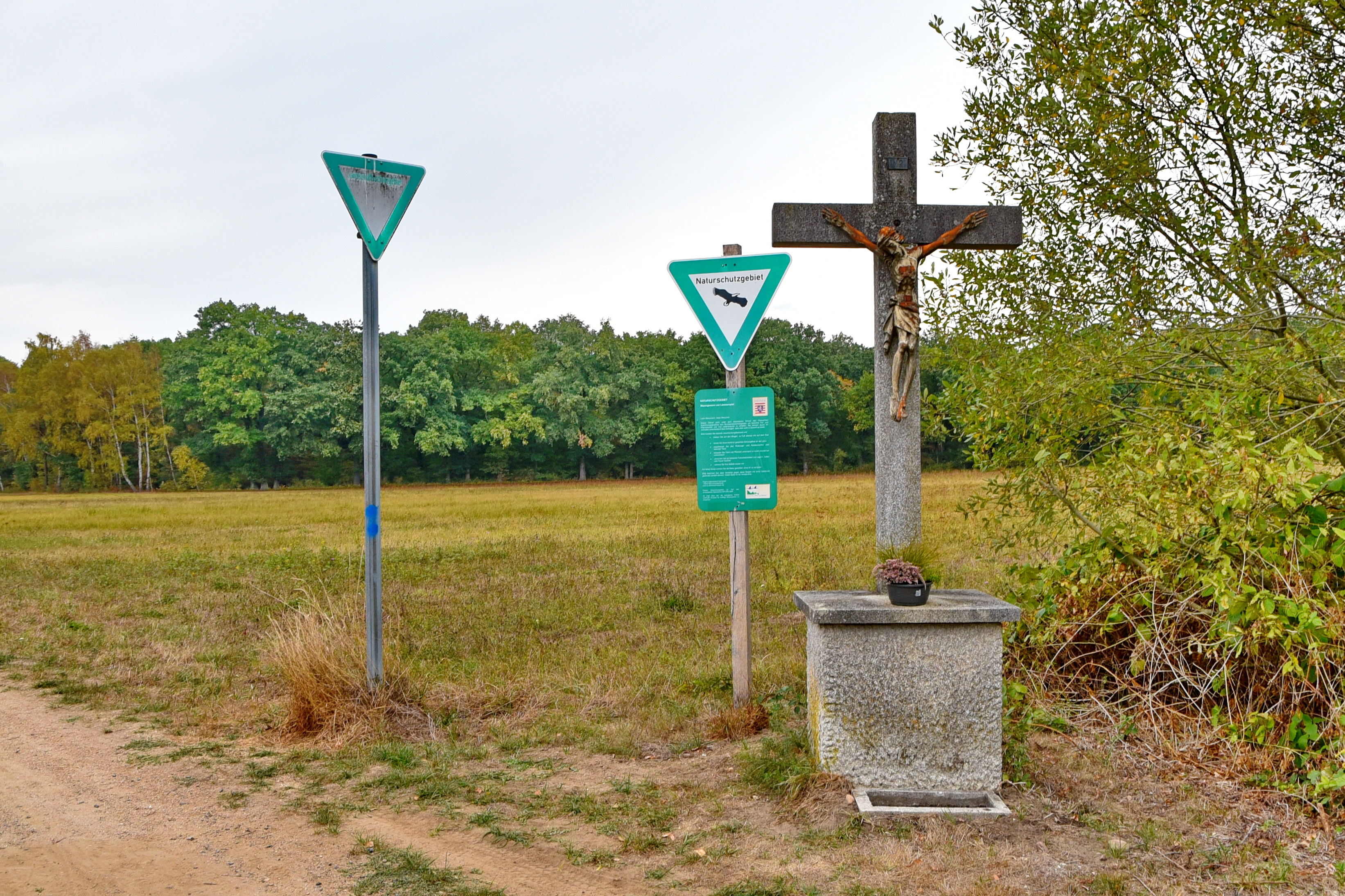
NSG Mayengewann von Lämmerspiel

Das Naturschutzgebiet Mayengewann von Lämmerspiel (NSG-Kennung 1438009) liegt am östlichen Ortsrand des Mühlheimer Stadtteils Lämmerspiel und umfasst einen etwa 6,69 Hektar großen Wald- und Wiesenbestand. Artenreicher Eichenwald und angrenzend wechselfeuchte Wiesen charakterisieren das NSG Mayengewann von Lämmerspiel. Es trägt die FFH Bezeichnung 5819-301 Mayengewann von Lämmerspiel (FFH-Gebiet) und steht als Natura-2000-Gebiet unter besonderem Schutz.
Zweck der NSG-Ausweisung ist der Schutz des Gebietes mit seinen seltenen Pflanzenarten vor Eingriffen. Ziel der Unterschutzstellung ist es, den artenreichen Eichenwald mit den ihn umgebenden Grünlandflächen, welche sich deutlich von den übrigen Kulturflächen abheben, zu erhalten. Wesentlicher Schutzzweck der extensiv genutzten Wiesen ist die Bedeutung als Lebensraum für eine Vielzahl seltener und bestandsgefährdeter Tier- und Pflanzenarten.

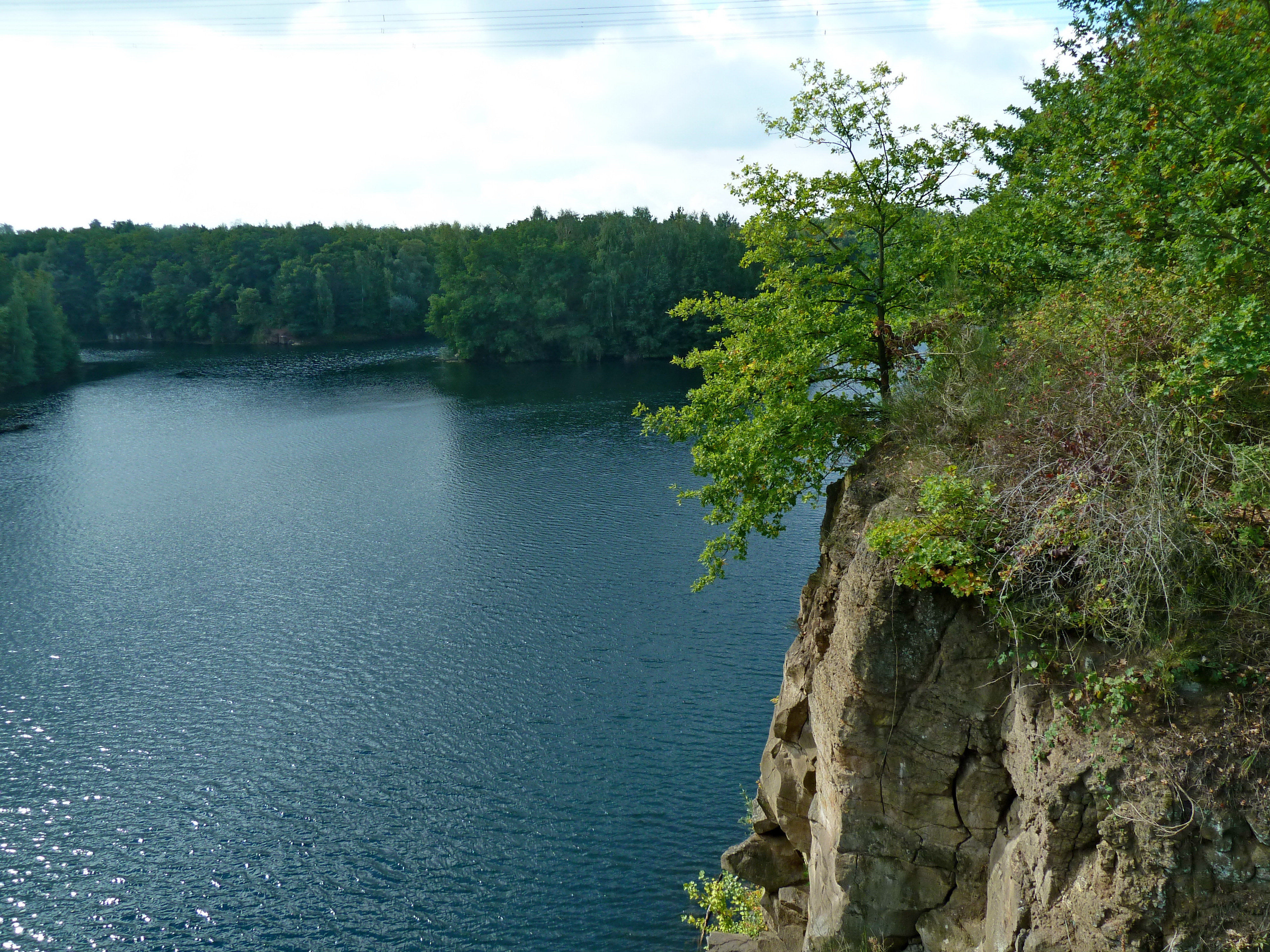
NSG Oberwaldsee von Dietesheim

Das Naturschutzgebiet Oberwaldsee von Dietesheim (NSG-Kennung 1438015) liegt südöstlich des Mühlheimer Stadtteils Dietesheim auf der Steinheimer Terrasse im Naturraum Untermainebene und umfasst einen etwa 33,48 Hektar großen Wald- und Wiesenbestand.
Wegen seiner Struktur, der geologischen Verhältnisse und wegen der landschaftlichen Schönheit ist das Naturschutzgebiet einmalig im südhessischen Raum.
Zweck der NSG-Ausweisung ist es, das Gebiet als Lebensraum für bestandsgefährdete Pflanzen- und Tierarten, insbesondere Vögel und Amphibien, zu sichern und weiterzuentwickeln. Die 1985 durchgeführte Biotopkartierung ergab die Schutzwürdigkeit als Naturschutzgebiet aus geologischen, landschaftsästhetischen, zoologischen und botanischen Gründen. Neben dem ökologischen Wert des Gebietes wurden als Schutzgründe auch erhebliche Störungen durch illegale Erholungsnutzung sowie durch Aufforstung der bestehenden Sandmagerrasenflächen genannt. Zugleich wurde die zukünftige Verhinderung dieser Beeinträchtigungen beziehungsweise die Rücknahme der durchgeführten Maßnahmen gefordert.
Bemerkenswerte Vogelarten im Waldteil des NSG sind unter anderem Schwarzmilan, Wendehals, Klein-, Grün- und Schwarzspecht, Neuntöter und Pirol. Die Uferzonen des Sees nutzen Zwerg- und Haubentaucher sowie Reiherente als Brutplatz. Die Trockenrasen werden von einer Vielzahl wärmeliebender Schmetterlinge und Wildbienen besiedelt. Lokal häufig ist das Rostbraune Ochsenauge (Pyronia tithonus). Diese Art ist nur an wenigen trocken-warmen Plätzen im Rhein-Main-Gebiet zu finden.

## Persönlichkeiten
Der Komponist Paul Hindemith besuchte während fünf Jahren seiner Kindheit eine Musikschule in Mühlheim. Hier lernte er das Geigenspiel nach Noten. Auch soll Napoléon Bonaparte während eines Feldzuges in Mühlheim übernachtet haben. Als zeitgenössische Persönlichkeiten sind der Fernsehjournalist Karl-Heinz Stier, der Hessische Minister für Bundes- und Europaangelegenheiten a. D., Volker Hoff, sowie der Zeichner Klaus Puth zu nennen. Egon Schmitt ein ehemaliger deutscher Fußballspieler ist in Mühlheim am Main geboren, sowie der Bildhauer Nicolaus Wendelin Schmidt. Hans-Georg-Klauer (1936–2007), langjähriger Schlagzeuger der Barrelhouse Jazzband, lebte ebenfalls in Mühlheim am Main und war dort Stadtverordneter. Die deutsche Band Boney M. wohnte in den 1970er Jahren zeitweise im Landhaus Hotel Waitz und die Sängerin Maizie Williams hatte eine Wohnung in der dortigen Sudetenstraße. Der in Frankfurt tätig gewesene Professor für Klassische Philologie Willibald Heilmann (1928–2006) lebte in Mühlheim. Auch der Journalist und Autor Jan C. Behmann lebt und arbeitet in Mühlheim am Main.

### Söhne und Töchter der Stadt
- Adolf Adam (1912–2005), Prälat, Pastoraltheologe und Liturgiewissenschaftler
- Peter Drey (1824–1894), Lithograf
- Carola Ensslen (* 1961), Politikerin (Die Linke)
- Reinhold Hammerstein (1915–2010), geboren in Lämmerspiel, Musikwissenschaftler
- Peter Leopold Kaiser (1788–1848), römisch-katholischer Geistlicher, Bischof von Mainz
- Adolf Mirkes (1913–1998), Gewerkschafter und Politiker
- Nicolaus Wendelin Schmidt (1883–1954), Bildhauer
- Walter Schmitt (1918–2007), Politiker, Landrat des Landkreises Offenbach
- Wolfgang Winter (* 1960), Bildhauer

### Ehrenbürger
- Anton Dey (1892–1973), Bürgermeister 1945–1963, Präsident des Hessischen Gemeindetages
- Elisabeth Gilmer-Kaiser (1935–2024), Stadträtin a. D. (SPD)
- Reinhold Latzke (1932–2009), SPD-Fraktionsvorsitzender, Verwaltungsdirektor der Städtischen Kliniken Offenbach
- Horst Lehr, Erster Stadtrat a. D. (SPD)
- Bruno Polga, ehemaliger Bürgermeister der französischen Partnerstadt Saint-Priest
- Walter Schmitt (1918–2007), Landrat des Kreises Offenbach
- Irmgard Sondergeld (1925–2013), Stadtverordnete 1956–2006, Stadtverordnetenvorsteherin 2001–2006 (CDU)

## Mühlentaler und andere Auszeichnungen
Der Mühlentaler ist eine Auszeichnung, die von der Stadt Mühlheim an ausgewählte Bürger vergeben wird, die sich im Rahmen der Gestaltung der Stadt z. B. in den Vereinen besonders verdient gemacht haben.
Daneben gibt es folgende Auszeichnungen und Ehrungen für verdiente Persönlichkeiten: Die Ehrenurkunde, den Ehrenbrief der Stadt Mühlheim, die Ehrenplakette in Bronze und die Ehrenplakette in Silber sowie die Ehrenbürgerwürde. Über die Verleihung der Ehrungen entscheidet der Magistrat. Über die Ehrenplakette in Silber sowie die Ehrenbürgerwürde entscheidet die Stadtverordnetenversammlung.